# Nuevo Vicente Guerrero, Acala
Nuevo Vicente Guerrero är en ort i Mexiko.   Den ligger i kommunen Acala och delstaten Chiapas, i den sydöstra delen av landet, 700 km öster om huvudstaden Mexico City. Nuevo Vicente Guerrero ligger 503 meter över havet och antalet invånare är 2 088.
Terrängen runt Nuevo Vicente Guerrero är platt österut, men västerut är den kuperad. Runt Nuevo Vicente Guerrero är det ganska tätbefolkat, med 58 invånare per kvadratkilometer. Närmaste större samhälle är Acala, 10,6 km nordost om Nuevo Vicente Guerrero. Omgivningarna runt Nuevo Vicente Guerrero är en mosaik av jordbruksmark och naturlig växtlighet.